# Siladice
Siladice est un village de Slovaquie situé dans la région de Trnava.

## Histoire
Première mention écrite du village en 1113.

## Démographie

### Évolution de la population
| Année:               | 1994. | 2004.   | 2014.   | 2024.   |
| -------------------- | ----- | ------- | ------- | ------- |
| Nombre de personnes: | 637   | 620     | 670     | 647     |
| Différence:          |       | -2,66 % | +8,06 % | -3,43 % |

| Année:               | 2023. | 2024.   |
| -------------------- | ----- | ------- |
| Nombre de personnes: | 656   | 647     |
| Différence:          |       | -1,37 % |